# Psammotettix amurensis
Psammotettix amurensis är en insektsart som beskrevs av Anufriev 1976. Psammotettix amurensis ingår i släktet Psammotettix och familjen dvärgstritar. Inga underarter finns listade i Catalogue of Life.